# مالایا سازانکا
مالایا سازانکا (به لاتین: Malaya Sazanka) یک منطقهٔ مسکونی در روسیه است که در استان آمور واقع شده‌است.